# Edmond Friedel
Pour les articles homonymes, voir Friedel et Famille Friedel.
Edmond Friedel, né à Nancy le 3 août 1895 et mort à Paris le 15 août 1972, est un géologue français, cofondateur du Bureau de recherches géologiques et géophysiques (BRGG), directeur de l'École des mines de Paris pendant 19 ans.

## Biographie
Petit-fils du chimiste Charles Friedel et fils du minéralogiste Georges Friedel, il grandit dans un milieu scientifique. Après des études à l'École polytechnique, où il entre et sort major de sa promotion, il fréquente l'École des mines de Paris.
Au début de sa carrière, il est attaché à des emplois classiques du Corps des mines, à Strasbourg, Metz et Arras, de 1922 à 1936. En parallèle, il poursuit des recherches sur les états mésomorphes de la matière, qui prolongent ceux de son père Georges Friedel, mais il doit les abandonner devant la croissance de ses responsabilités administratives.
De 1936 à 1944, il est nommé sous-directeur de l'école des mines de Paris, auprès du directeur Félix Leprince-Ringuet puis Marin Guillaume. Il devient ensuite directeur de l'École de 1944 à 1963.
Parallèlement à ses fonctions à Paris, Edmond Friedel est directeur de l'arrondissement minéralogique du Nord-Pas-de-Calais et de l’École des mines de Douai, de 1939 à 1941. À partir de 1941, il est aussi conseiller géologique du protectorat marocain.
Pendant la guerre, il aide des élèves juifs de l'École des mines de Paris à obtenir de faux papiers et des stages plus ou moins fictifs d'ouvrier dans les mines de charbon du Nord de la France. La quasi-totalité de ces élèves pourront ainsi échapper aux arrestations, les seuls cas d'arrestations et de déportations correspondent à des élèves ignorants du danger, qui rentrèrent spontanément dans leurs familles. Il couvre également les activités d'élèves résistants, notamment en cachant du matériel d'écoute à l'École des mines, bien qu'elle soit en partie occupée par la Luftwaffe. Ces activités ne furent pas découvertes par les Nazis, mais Edmond Friedel fut néanmoins plusieurs fois arrêté par la Gestapo, mais relâché grâce aux interventions de Charles de Ruffi de Pontevès-Gévaudan, qui dirigeait le Corps des mines, et n'avait pas hésité à demander aux Allemands d'être mis en prison à sa place.
En 1941, il crée le Bureau de recherches géologiques et géophysiques, ancêtre du BRGM actuel, en collaboration avec Pierre Pruvost, doyen de la faculté des sciences de Lille. L'objectif initial était de faciliter les initiatives privées en matière de prospection et d'exploitation des mines. Il ne fut pleinement atteint qu'après la Libération.
Edmond Friedel a participé à divers conseils d'administration et a présidé la Commission des mines du Plan de 1952 à 1965. Il a été nommé vice-président du Conseil général des mines de 1961 à 1966.
Il est promu au grade de grand officier de la Légion d'honneur en 1964. Il avait épousé en secondes noces Bernadette Sider (1920-2015).

## Distinctions
- Grand officier de la Légion d'honneur (1964[5])
- Croix de guerre 1914–1918 (4 citations[5])
- Croix de guerre 1939–1945, palme de bronze (1 citation pour mai 1940[5])